# Friedrich Ritter
Friedrich Ritter (* 9. Mai 1898 in Quentel; † 9. April 1989 in  Puerto de la Cruz, Tenerife) war ein  deutscher Geologe und Botaniker, der besonders als Kakteensammler bekannt wurde. Sein offizielles botanisches Autorenkürzel lautet „F.Ritter“.  

## Leben und Wirken
Friedrich Ritter studierte an der Universität Marburg Biologie, Geologie und Paläontologie. Noch vor Abschluss seines Studiums wanderte er 1920 mit seinen Eltern nach Mexiko aus. In Mexiko arbeitete er für verschiedene Minengesellschaften. In dieser Zeit begann er sich intensiver mit Kakteen zu beschäftigen. Ab 1930 unternahm er Studienreisen nach Peru, Bolivien, Argentinien, Brasilien und Chile. 1937 bis 1952 lebte er in Deutschland und diente auch in der Deutschen Wehrmacht. 1952 emigrierte er erneut nach Südamerika und ließ sich in Chile nieder. Von 1972 bis Ende 1976 lebte er in Paraguay. Ab Ende 1976 wohnte er wieder in Deutschland bei seiner Schwester in Spangenberg bei Kassel. 1982 zog er auf die Kanaren.

## Ehrungen
Ihm zu Ehren wurde die Gattung Ritterocereus Backeb. der Pflanzenfamilie der Kakteengewächse (Cactaceae), heute ein Synonym von Stenocereus, benannt. Auch die Kakteengattung Ritterocactus Doweld ist nach ihm benannt.
Friedrich Ritter zu Ehren sind auch sehr viele Kakteenarten benannt worden, so zum Beispiel: Aztekium ritteri, Espostoa ritteri, Gymnocalycium ritterianum, Rebutia ritteri, Oreocereus ritteri und Parodia ritteri.

## Schriften (Auswahl)
Bücher
- Die von Curt Backeberg in „Descriptiones Cactacearum  Novarum“ veröffentlichten Diagnosen „neuer“ peruanischer Kakteen nebst grundsätzlicher Erörterungen über taxonomische und nomenklatorische Fragen. Selbstverlag, 1958.
- 40 Jahre Abenteuerleben und die wilde Weisheit. Selbstverlag, 1977.
- Kakteen in Südamerika. 4 Bände. Selbstverlag, 1979–1981.

Zeitschriftenartikel
- Diagnosen von neuen Kakteen. In: Taxon. Band 12, Nummer 1, 1963, S. 28–34 (JSTOR:1216677).
- Diagnosen von neuen Kakteen. In: Taxon. Band 12, Nummer 3, 1963, S. 123–125 (JSTOR:1217203).
- Diagnosen von neuen Kakteen. In: Taxon. Band 13, Nummer 3, 1964, S. 114–118 (JSTOR:1216628).
- Diagnosen von neuen Kakteen. In: Taxon. Band 13, Nummer 4, 1964, S. 143–145 (JSTOR:1217799).
- Die systematischen Kategorien der Art, der Rasse (Varietät) und der erblichen Form, am Beispiel der Kakteen. In: Taxon. Band 15, Nummer 8, 1966, S. 295–306 (JSTOR:1216112).

## Nachweise
- Urs Eggli, Mélica Muñoz Schick, Beat Ernst Leuenberger: Cactaceae of South America: The Ritter Collections. In: Englera. Nr. 16, Berlin-Dahlem 1995 (doi:10.2307/3776764).
- Wilfried Müller: In Memoriam: Friedrich Ritter. In: Kakteen und andere Sukkulenten. 40. Jahrgang, Heft 6, 1989, S. 137.
- Hans-Jürgen Wittau: Geburtstagsgrüße an Friedrich Ritter. In: Kakteen und andere Sukkulenten. 33. Jahrgang, Heft 5, 1982, S. 107.